# Zornia
Zornia är ett släkte av ärtväxter. Zornia ingår i familjen ärtväxter.

## Bildgalleri

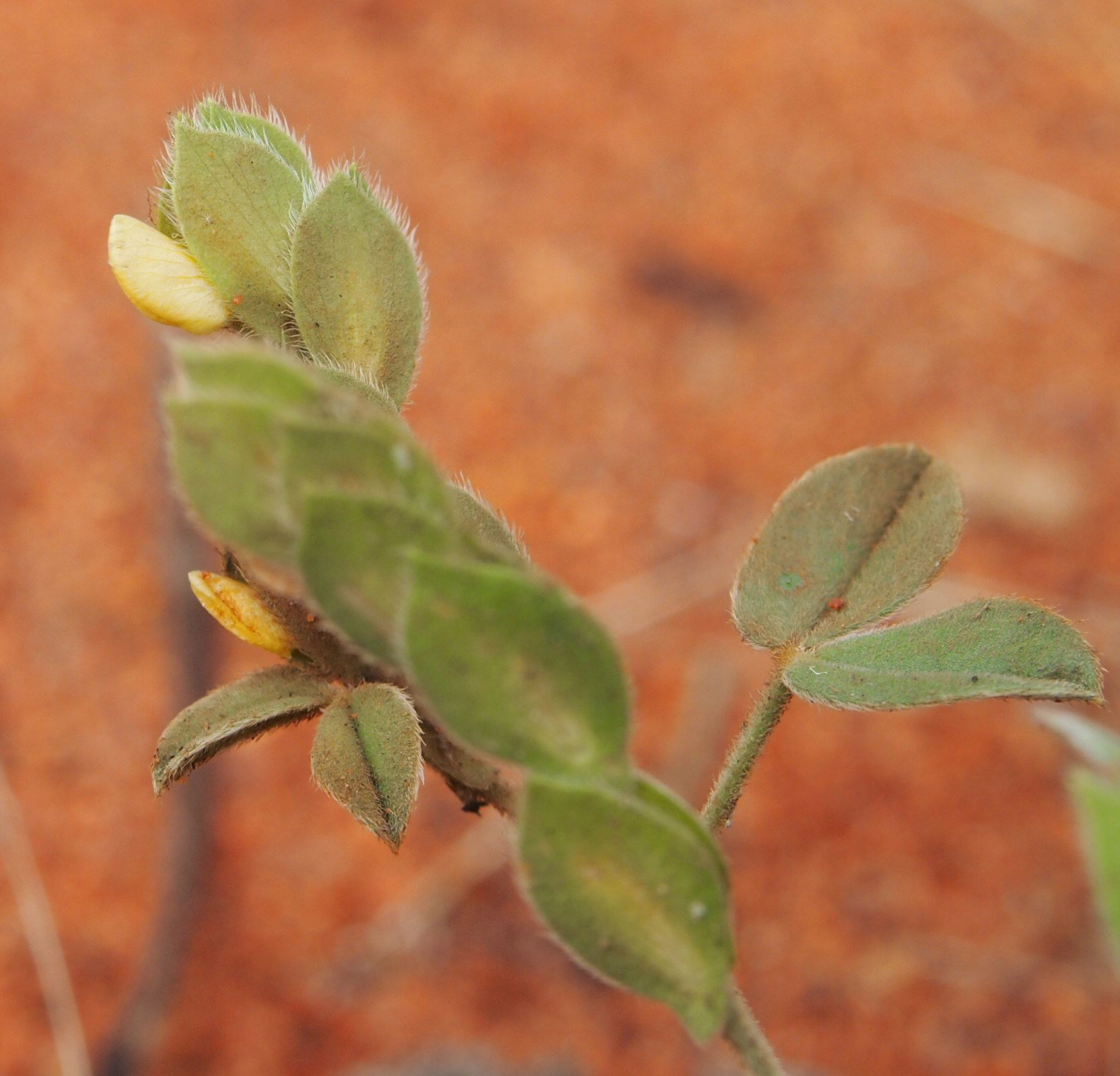
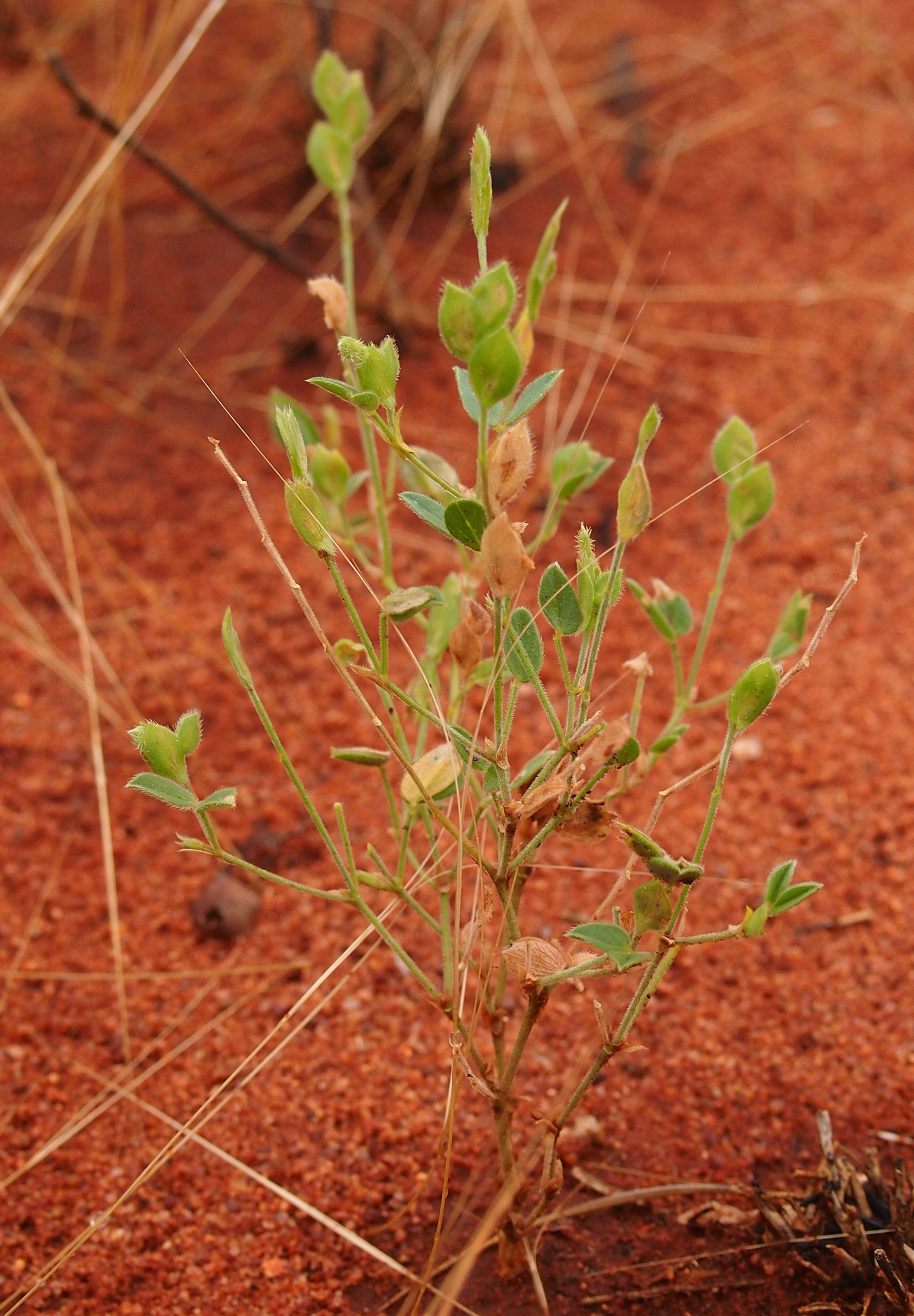
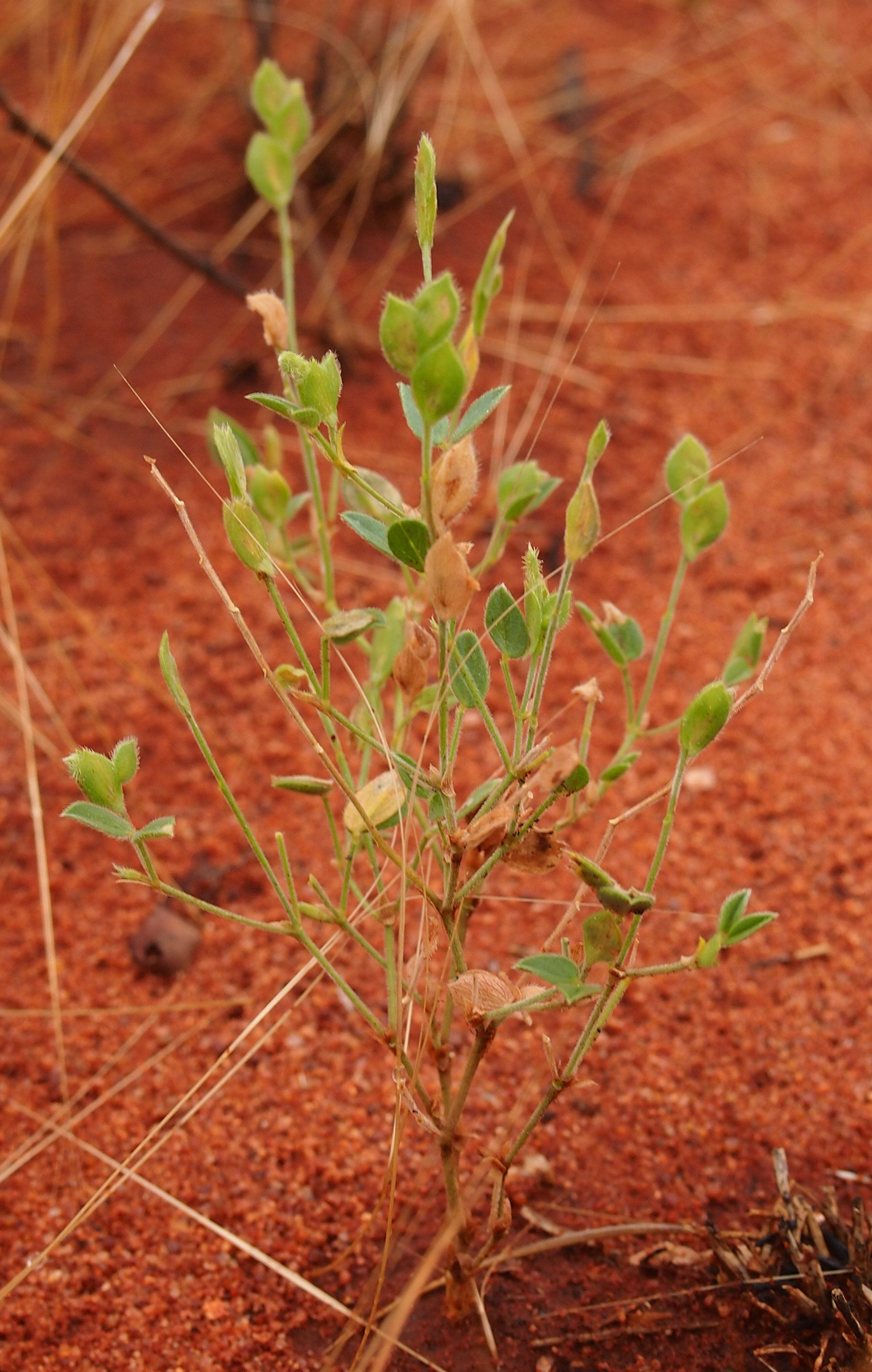
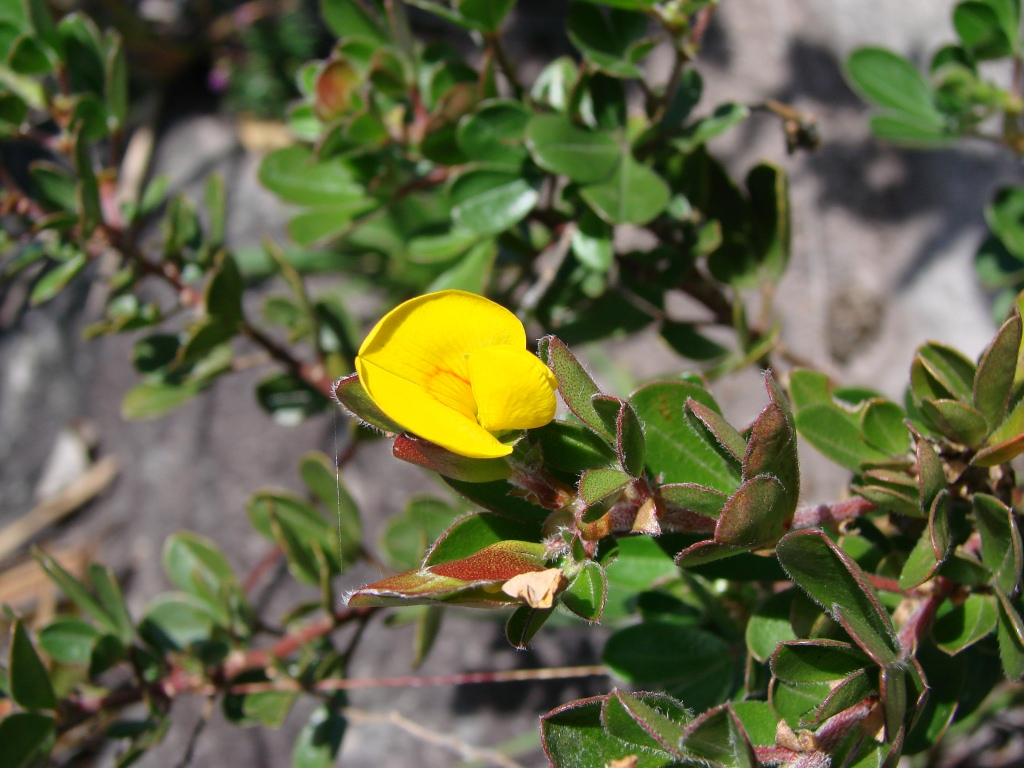
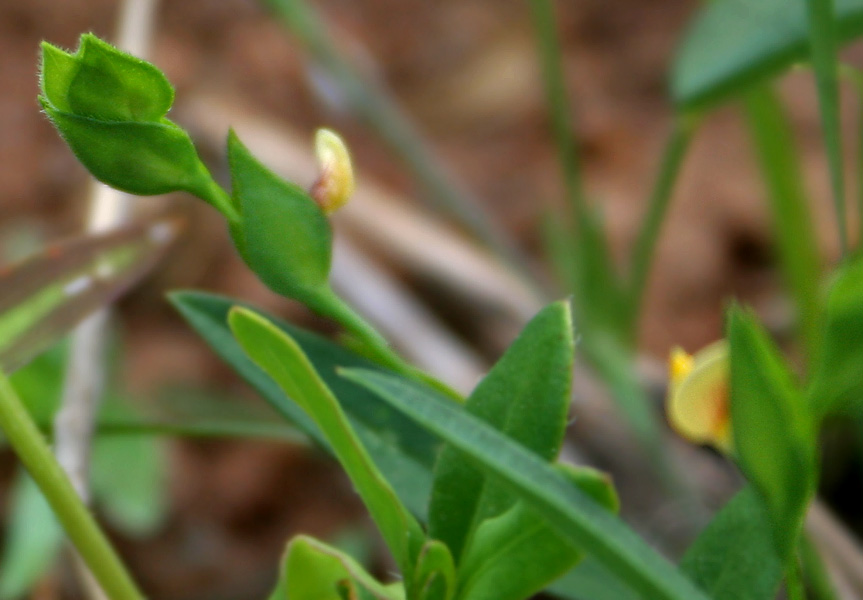
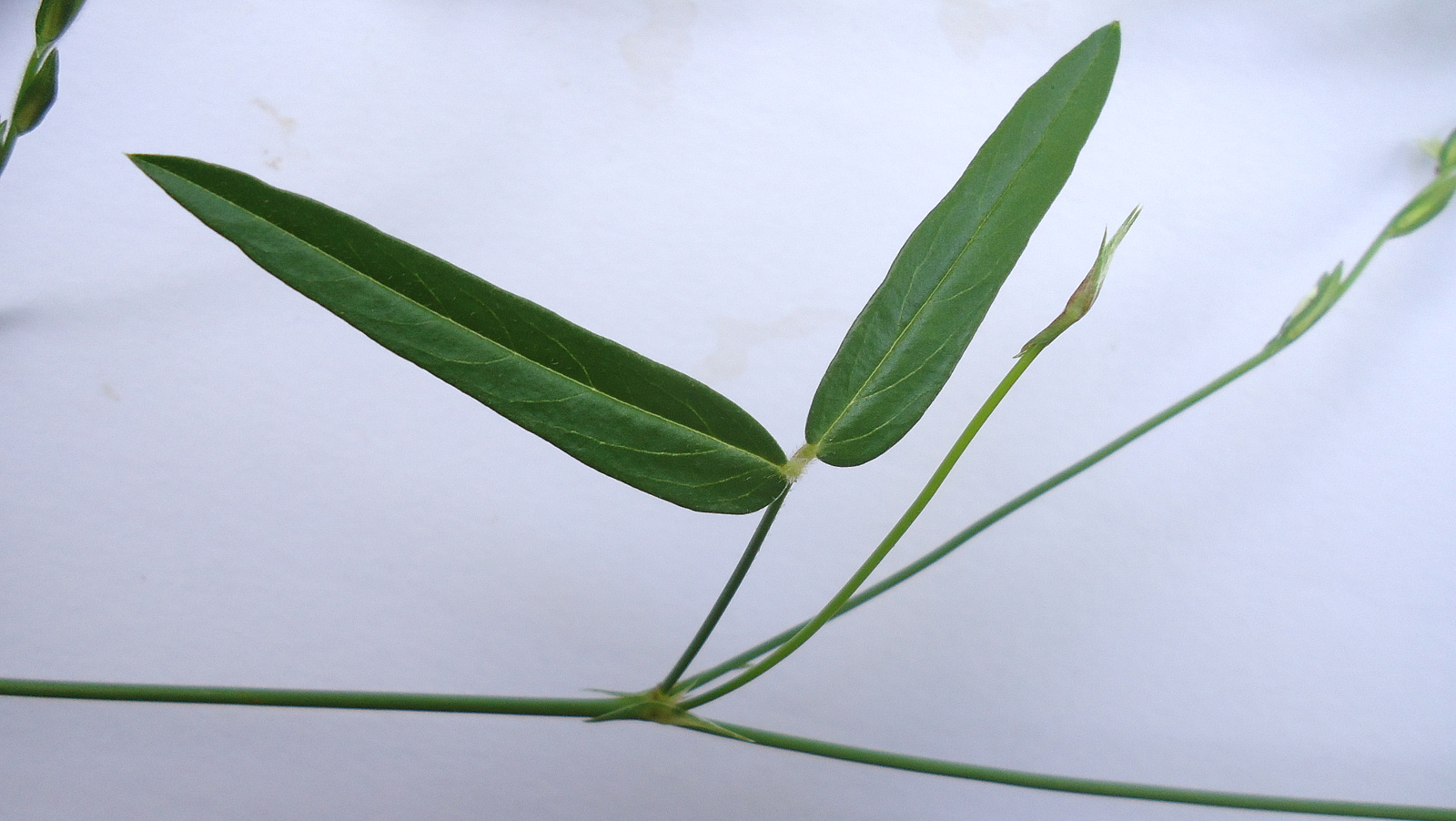

## Dottertaxa tillZornia, i alfabetisk ordning[1]
- Zornia acuta
- Zornia adenophora
- Zornia albiflora
- Zornia albolutescens
- Zornia apiculata
- Zornia areolata
- Zornia baliensis
- Zornia bracteata
- Zornia brasiliensis
- Zornia brevipes
- Zornia burkartii
- Zornia cantoniensis
- Zornia capensis
- Zornia cearensis
- Zornia chaetophora
- Zornia contorta
- Zornia cryptantha
- Zornia curvata
- Zornia diphylla
- Zornia disticha
- Zornia durumuensis
- Zornia dyctiocarpa
- Zornia echinata
- Zornia echinocarpa
- Zornia filifoliola
- Zornia fimbriata
- Zornia flemmingioides
- Zornia floribunda
- Zornia gardneriana
- Zornia gemella
- Zornia gibbosa
- Zornia glabra
- Zornia glaziovii
- Zornia glochidiata
- Zornia harmsiana
- Zornia hebecarpa
- Zornia herbacea
- Zornia intecta
- Zornia laevis
- Zornia lasiocarpa
- Zornia latifolia
- Zornia leptophylla
- Zornia linearis
- Zornia marajoara
- Zornia maritima
- Zornia megistocarpa
- Zornia microphylla
- Zornia milneana
- Zornia muelleriana
- Zornia multinervosa
- Zornia muriculata
- Zornia myriadena
- Zornia nuda
- Zornia oligantha
- Zornia orbiculata
- Zornia pallida
- Zornia papuensis
- Zornia pardina
- Zornia pedunculata
- Zornia piurensis
- Zornia pratensis
- Zornia prostrata
- Zornia puberula
- Zornia punctatissima
- Zornia quilonensis
- Zornia ramboiana
- Zornia ramosa
- Zornia reptans
- Zornia reticulata
- Zornia sericea
- Zornia setosa
- Zornia sinaloensis
- Zornia songeensis
- Zornia stirlingii
- Zornia tenuifolia
- Zornia thymifolia
- Zornia trachycarpa
- Zornia ulei
- Zornia walkeri
- Zornia vaughaniana
- Zornia venosa
- Zornia vestita
- Zornia virgata
- Zornia zollingeri